# Triatlón en los Juegos Panamericanos
El triatlón fue admitido en los Juegos Panamericanos desde la duodécima edición que se celebró en Mar del Plata (Argentina) en 1995.

## Ediciones
| N.º  | Año  | Sede           | País                 |
| ---- | ---- | -------------- | -------------------- |
| I    | 1995 | Mar del Plata  | Argentina            |
| II   | 1999 | Winnipeg       | Canadá               |
| III  | 2003 | Santo Domingo  | República Dominicana |
| IV   | 2007 | Río de Janeiro | Brasil               |
| V    | 2011 | Guadalajara    | México               |
| VI   | 2015 | Toronto        | Canadá               |
| VII  | 2019 | Lima           | Perú                 |
| VIII | 2023 | Santiago       | Chile                |

## Palmarés

### Masculino
| N.º  | Año  | Sede                               | Oro                           | Plata                          | Bronce                     |
| ---- | ---- | ---------------------------------- | ----------------------------- | ------------------------------ | -------------------------- |
| I    | 1995 | Mar del Plata ( Argentina)         | Leandro de Macedo · Brasil    | Mark Bates · Canadá            | Oscar Galíndez Argentina   |
| II   | 1999 | Winnipeg · ( Canadá)               | Gilberto González · Venezuela | Hunter Kemper Estados Unidos   | Simon Whitfield · Canadá   |
| III  | 2003 | Santo Domingo · ( Rep. Dominicana) | Hunter Kemper Estados Unidos  | Virgílio de Castilho · Brasil  | Oscar Galíndez Argentina   |
| IV   | 2007 | Río de Janeiro · ( Brasil)         | Andy Potts Estados Unidos     | Brent McMahon · Canadá         | Juraci Moreira · Brasil    |
| V    | 2011 | Guadalajara · ( México)            | Reinaldo Colucci · Brasil     | Manuel Huerta Estados Unidos   | Brent McMahon · Canadá     |
| VI   | 2015 | Toronto · ( Canadá)                | Crisanto Grajales · México    | Kevin McDowell Estados Unidos  | Irving Pérez · México      |
| VII  | 2019 | Lima · ( Perú)                     | Crisanto Grajales · México    | Manoel Messias · Brasil        | Luciano Taccone Argentina  |
| VIII | 2023 | Santiago · ( Chile)                | Miguel Hidalgo · Brasil       | Matthew McElroy Estados Unidos | Crisanto Grajales · México |

### Femenino
| N.º  | Año  | Sede                               | Oro                          | Plata                          | Bronce                       |
| ---- | ---- | ---------------------------------- | ---------------------------- | ------------------------------ | ---------------------------- |
| I    | 1995 | Mar del Plata ( Argentina)         | Karen Smyers Estados Unidos  | Kristie Otto · Canadá          | Fiona Cribb · Canadá         |
| II   | 1999 | Winnipeg · ( Canadá)               | Sharon Donnelly · Canadá     | Carla Moreno · Brasil          | Carol Montgomery · Canadá    |
| III  | 2003 | Santo Domingo · ( Rep. Dominicana) | Jill Savege · Canadá         | Sheila Taormina Estados Unidos | Becky Lavelle Estados Unidos |
| IV   | 2007 | Río de Janeiro · ( Brasil)         | Julie Ertel Estados Unidos   | Sarah Haskins Estados Unidos   | Lauren Groves · Canadá       |
| V    | 2011 | Guadalajara · ( México)            | Sarah Haskins Estados Unidos | Bárbara Riveros · Chile        | Pâmella Oliveira · Brasil    |
| VI   | 2015 | Toronto · ( Canadá)                | Bárbara Riveros · Chile      | Paola Díaz · México            | Flora Duffy Bermudas         |
| VII  | 2019 | Lima · ( Perú)                     | Luisa Baptista · Brasil      | Vittória Lopes · Brasil        | Cecilia Pérez · México       |
| VIII | 2023 | Santiago · ( Chile)                | Lizeth Rueda · México        | María Velásquez · Colombia     | Rosa Tapia Vidal · México    |

### Relevo mixto
| N.º  | Año       | Sede                | Oro                                                                         | Plata                                                                     | Bronce                                                                    |
| ---- | --------- | ------------------- | --------------------------------------------------------------------------- | ------------------------------------------------------------------------- | ------------------------------------------------------------------------- |
| I-VI | 1995-2015 | —                   | No realizado                                                                | No realizado                                                              | No realizado                                                              |
| VII  | 2019      | Lima · ( Perú)      | Luisa Baptista · Kauê Willy · Vittória Lopes · Manoel Messias · Brasil      | Desirae Ridenour · Charles Paquet · Hannah Henry · Alexis Lepage · Canadá | Cecilia Pérez · Irving Pérez · Claudia Rivas · Crisanto Grajales · México |
| VIII | 2023      | Santiago · ( Chile) | Miguel Hidalgo · Djenyfer Arnold · Manoel Messias · Vittória Lopes · Brasil | Seth Rider Erika Ackerlund Matthew McElroy Gina Sereno Estados Unidos     | Brock Hoel · Emy Legault · Liam Donnelly · Dominika Jamnicky · Canadá     |

## Medallero histórico
- Actualizado hasta Santiago 2023.[1]

| Núm. | País           | Oro | Plata | Bronce | Total |
| ---- | -------------- | --- | ----- | ------ | ----- |
| 1    | Brasil         | 6   | 4     | 2      | 12    |
| 2    | Estados Unidos | 5   | 7     | 1      | 13    |
| 3    | México         | 3   | 1     | 5      | 9     |
| 4    | Canadá         | 2   | 4     | 6      | 12    |
| 5    | Chile          | 1   | 1     | 0      | 2     |
| 6    | Venezuela      | 1   | 0     | 0      | 1     |
| 7    | Colombia       | 0   | 1     | 0      | 1     |
| 8    | Argentina      | 0   | 0     | 3      | 3     |
| 9    | Bermudas       | 0   | 0     | 1      | 1     |
|      | TOTAL          | 18  | 18    | 18     | 54    |